# Syntrechalea colombiana
Syntrechalea colombiana là một loài nhện trong họ Trechaleidae.
Loài này thuộc chi Syntrechalea. Syntrechalea colombiana được E. L. C. Silva & A. A. Lise miêu tả năm 2008.